# Tomislav Marić
Tomislav Marić (født 28. januar 1973) er en tidligere kroatisk fodboldspiller.

## Kroatiens fodboldlandshold
| Kroatiens landshold | Kroatiens landshold | Kroatiens landshold |
| År                  | Kmp                 | Mål                 |
| ------------------- | ------------------- | ------------------- |
| 2002                | 5                   | 1                   |
| 2003                | 6                   | 1                   |
| Total               | 11                  | 2                   |